# Oreocarya elata
Oreocarya elata är en strävbladig växtart som beskrevs av Alice Eastwood. Oreocarya elata ingår i släktet Oreocarya och familjen strävbladiga växter. Inga underarter finns listade i Catalogue of Life.